# Vallesequillo (Jerez de la Frontera)
El barrio de Vallesequillo es un barrio del distrito centro perteneciente a la ciudad de Jerez de la Frontera, Andalucía (España). 

## Origen
El nombre del barrio proviene de "Valle seco", ya que se construyó, como gran parte del distrito sur de la ciudad, sobre una desecación de las antiguas Playas de San Telmo.
Limita con el barrio Parque Cartuja, la urbanización Estancia Barrera, la urbanización Cooperativa Conjunto San Eloy y la barriada Madre de Dios. En el barrio se encuentra el CEIP Vallesequillo.
Situada próxima a la estación de ferrocarril de Jerez y a la estación de autobuses de la ciudad, cuenta con una población de 1.958 habitantes.

## Lugares de Interés

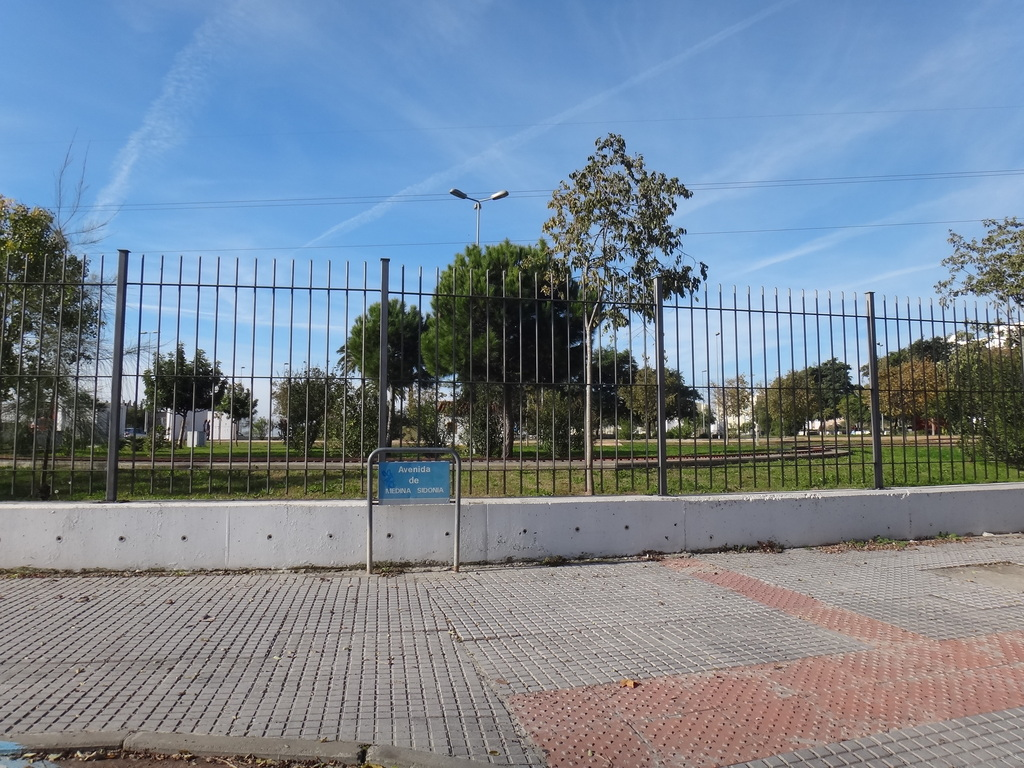
Parque de Vallesequillo

Parroquia de San José
- Parque de Vallesequillo:[5] Construido en 2002, y cuenta con un tren lúdico operado por la Asociación de Amigos del Ferrocarril.[6] Se ubica al sur de la Estación de Ferrocarril, en un enclave delimitado por La Avda. de Medina Sidonia, la Barriada de Vallesequillo y el puente de Cádiz, siendo  uno de los emplazamientos mejor comunicados de la ciudad por su proximidad con la C/ Obispo Cirarda, la Ronda del Este y la Av. de Medina Sidonia que a su vez se une con la A-381 Y AP-4.
- Puente de Cádiz[7]

## Vecinos ilustres
- José Manuel Poga[8] - actor
- Sebastián González Barroso[9] - líder vecinal y sindical

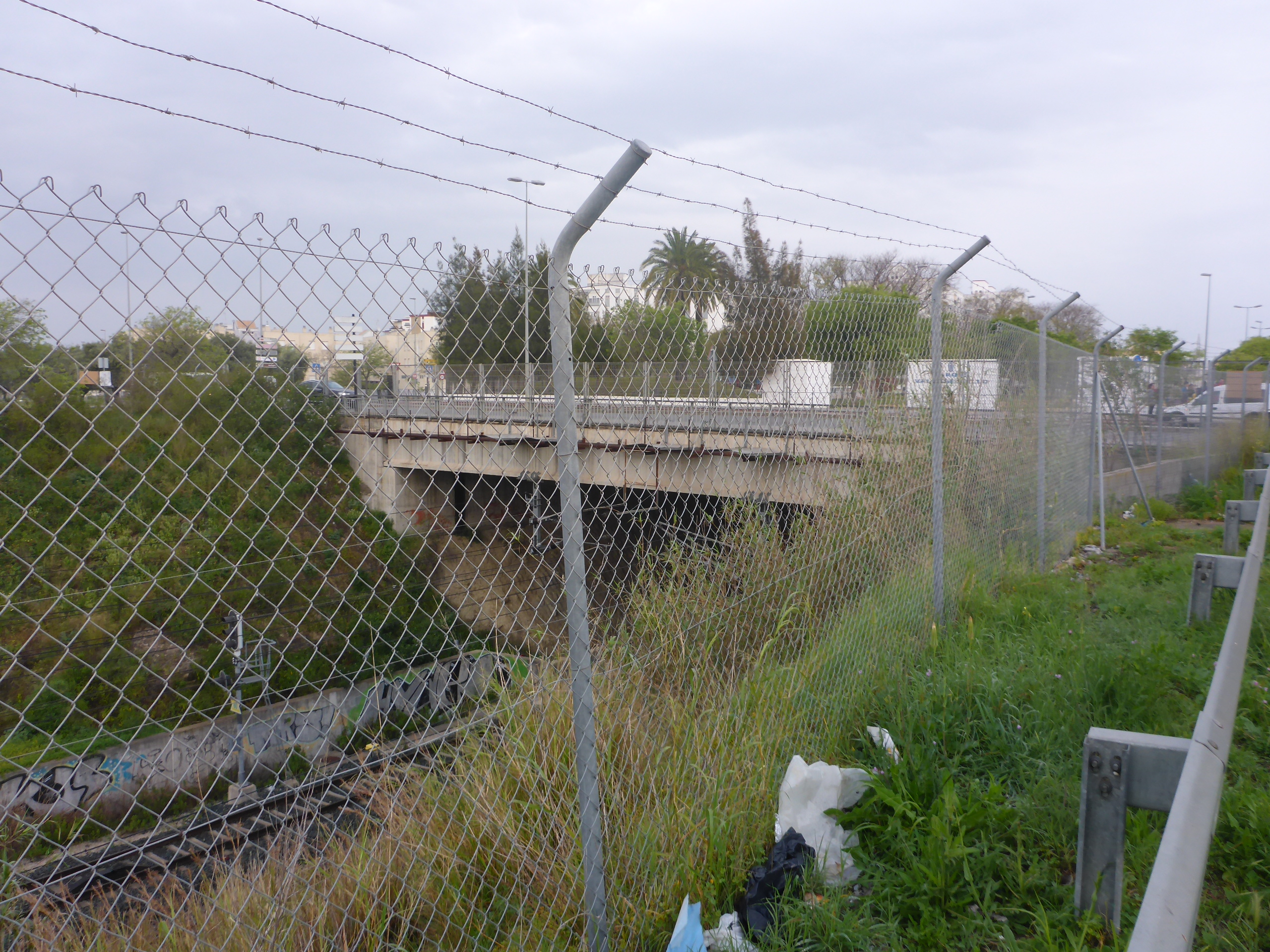
Puente de Cádiz